# 수색 및 구조견

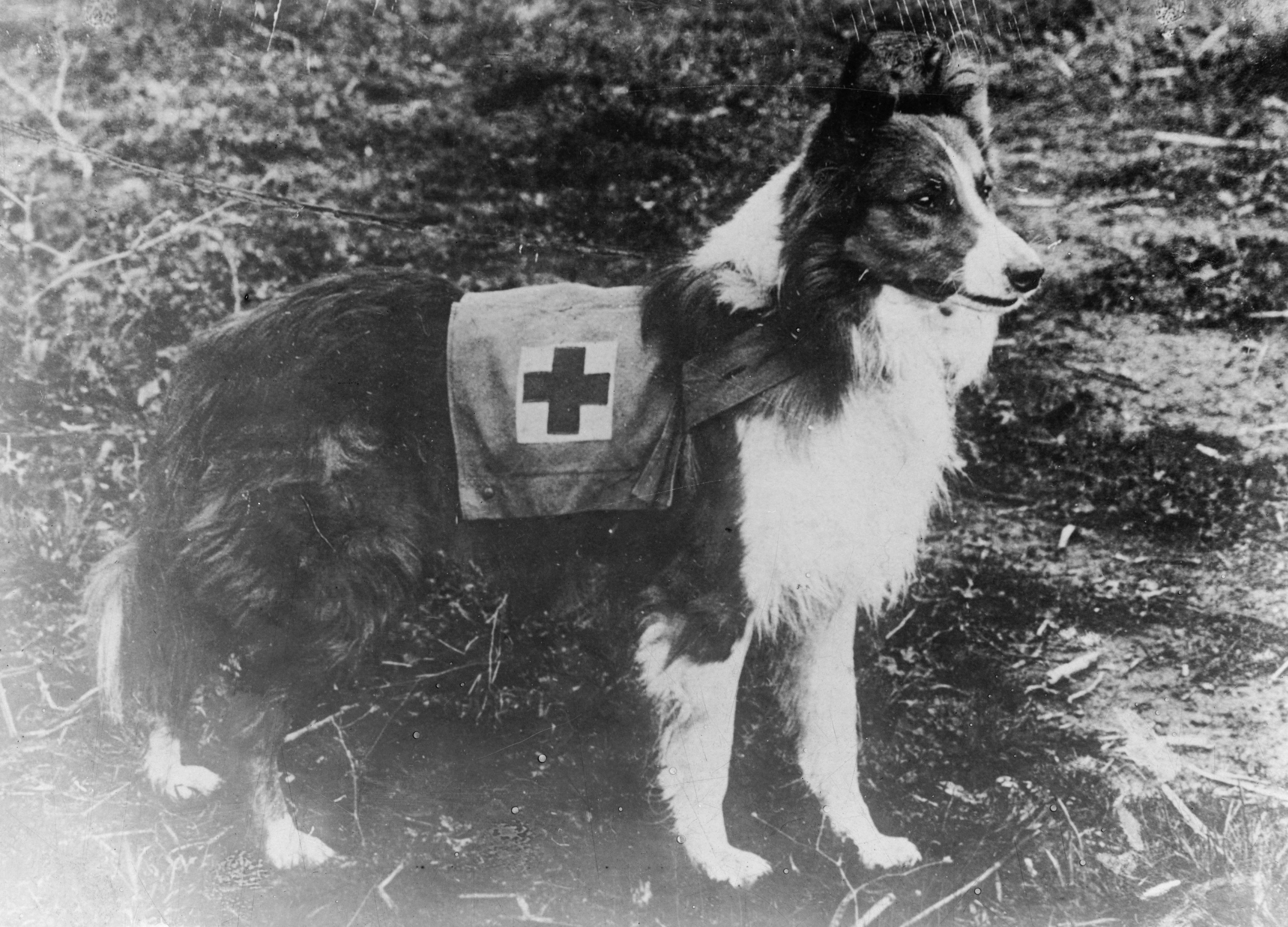
1909년 이탈리아 적십자 콜리

수색 및 구조견(Search and rescue dog, SAR) 또는 수색구조견은 범죄현장, 사고, 실종자 사건, 자연재해 또는 인재에 대응하도록 훈련된 개이다. 이 개들은 피부 조각의 독특한 냄새인 인간 냄새와 사람마다 고유한 물과 기름 분비물을 감지하며 물, 눈, 무너진 건물, 지하에 묻혀 있는 잔해 등에서도 사람을 찾는 것으로 알려져 있다. 수색구조견은 살아 있거나 사망한 인간의 위치를 찾는 비침습적 지원 수단이다.

## 같이 보기
- 사역견